# Формікарій

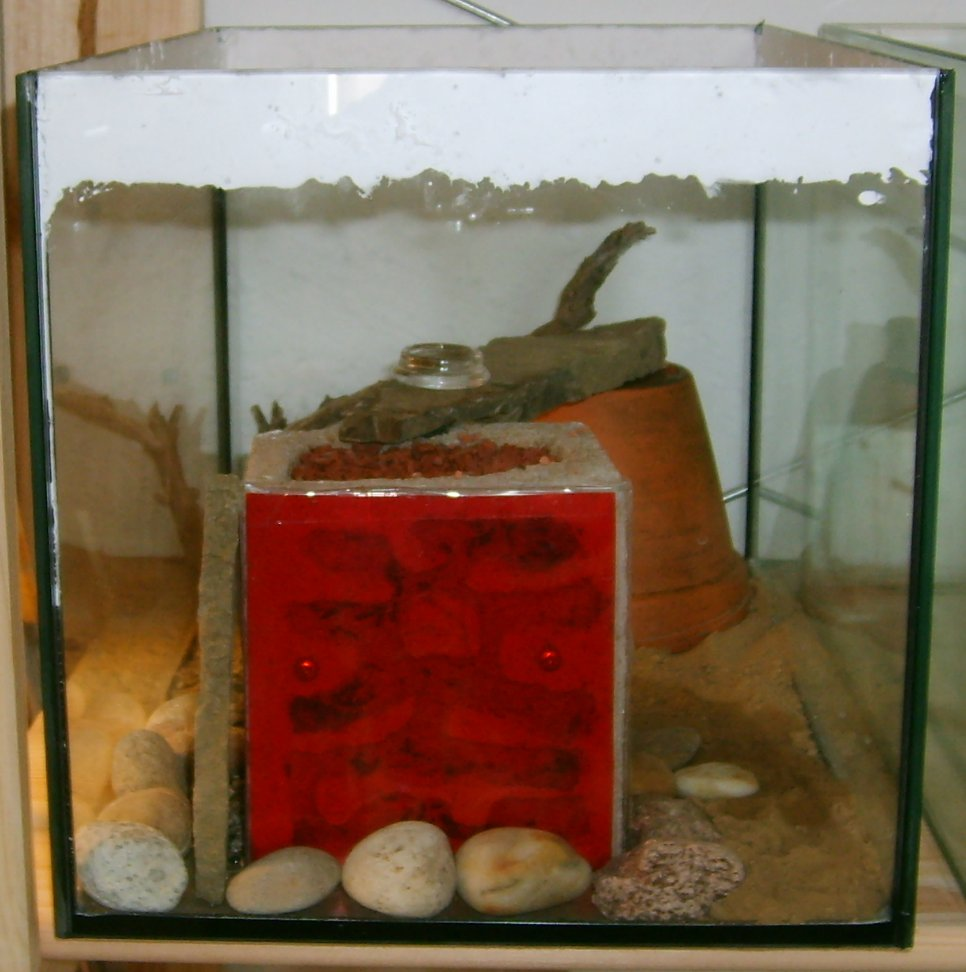

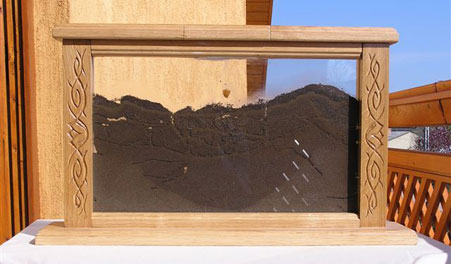

Формікарій (лат. Formicarium) — спорудження для утримання мурах або штучний мурашник.

## Історія
Перші формікарїі створювалися мірмекологами і ентомологами для своїх наукових досліджень ще в XIX столітті. Однак підвищений інтерес натуралістів і любителів до суспільного життя мурах привів до масового поширення найпростіших конструкцій формікаріїв. Перший комерційний формікарій був створений приблизно в 1929 році і запатентований в 1931 році винахідником Френком Остіном, професором з Thayer School of Engineering при Дартмутського коледжі.
Найвідоміші формікаріїі це «Мурашині Ферми дядька Мілтона» (Uncle Milton’s Ant Farm), для яких мурах посилають покупцеві через пошту після отримання квитанції про оплату. По суті своїй освітня іграшка виробляється американською фірмою Uncle Milton Industries з Каліфорнії (Westlake Village, California). Починаючи з 1956 року вона продала більше 20 мільйонів формікаріїв під брендом «Ant Farm».

## Види формікаріїв
Формікарії представлені різними конструкціями, починаючи від найпростіших банок, заповнених наповнювачем, закінчуючи складними замкненими системами з автоматичною підтримкою рівня освітленості, вологості, температури.

## Конструкції формікаріїв

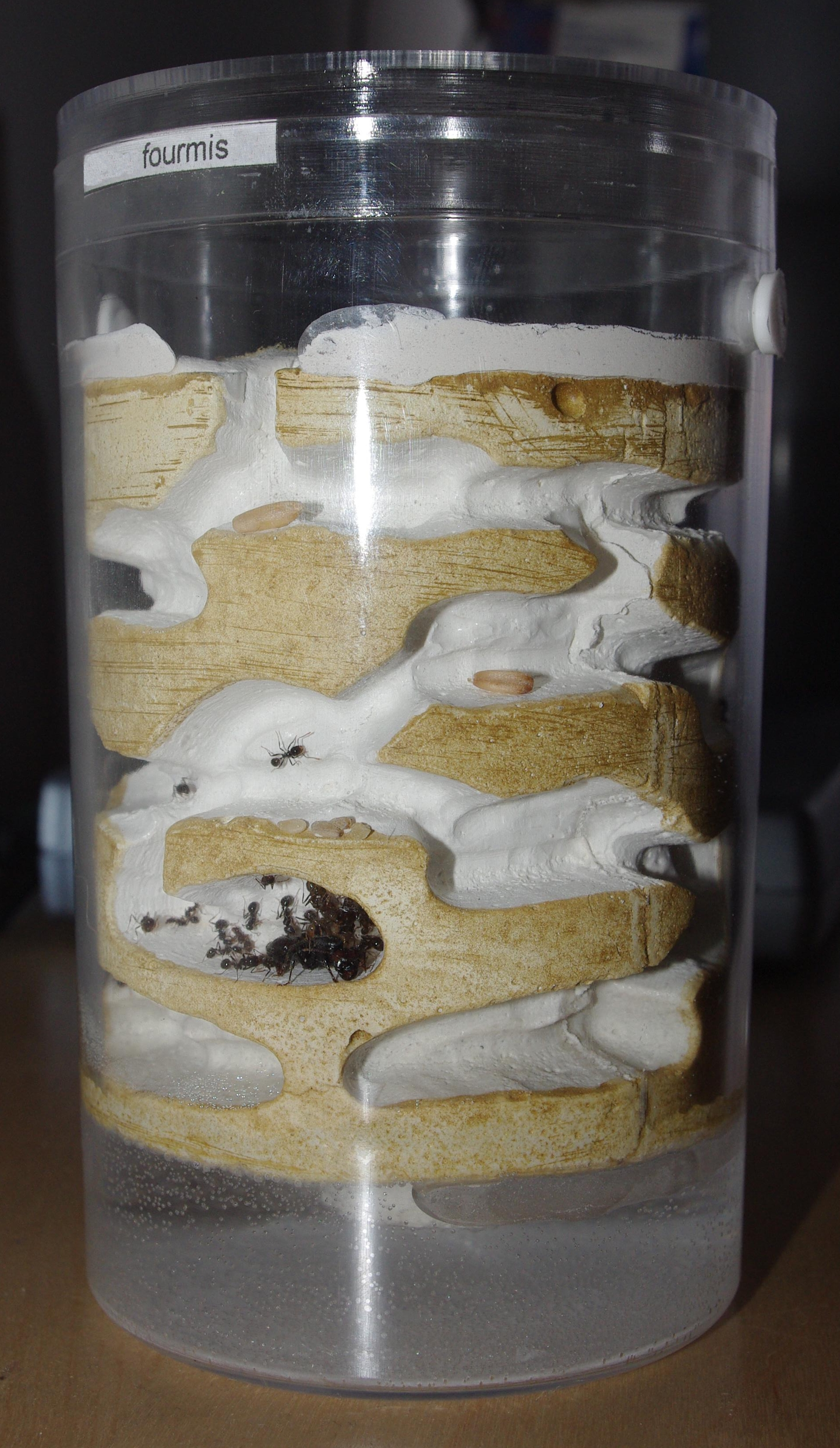

Найпростіший формікарій складається з акваріума з прозорими стінками, наповнювача, в якому заздалегідь сформовані ходи, арени - вільної частини простору, як правило добре освітлюється.
Серед формікаріїв можна виділити наступні основні типи:
- Гіпсові, алебастрові, цементні і бетонні формкаріїі: Такі формкаріїі представляють собою ємність, в яку заливається наповнювач, який досить швидко твердне і зберігає форму. У цьому наповнювачі (гіпсі тощо.) є ходи і камери, що імітують внутрішню структуру мурашника. Ходи можуть бути зроблені шляхом заливання наповнювача в форму, з виступами на місці майбутніх ходів, або ж бути вирізані після заливки. Кількість модифікацій подібної конструкції величезна, але можна виділити основні:

1. горизонтальний формікарій[1]— формікарій являє собою ящик з однією або декількома скляними стінками. Камери в наповнювачі прилягають до верхнього скла, через яке здійснюється спостереження за мурахами.
2. Вертикальний формікарій[2]— відрізняється від горизонтального тим, що камери прилягають до бічного скла, а «ящик» розташований у вертикальній площині.
3. «Вежа»[3]— наповнювач з ходами поміщений в високу пластикову або скляну банку. Іноді такий формікарій поєднується з ареною.

- Дерев'яні формікаріїі[4], у яких наповнювачем служитиме дерево. Улаштування та експлуатація таких формікаріїв пов'язана з низкою проблем, пов'язаних з розбуханням дерева при підвіщенні вологості.
- Ґрунтові формікаріїі[5], у яких наповнювачем служить ґрунт, наприклад пісок або звичайний ґрунт. У таких формікаріях ходи прориваються самими мурахами, що наближає умови утримання до природних. Однак спостереження за мурахами в таких формікаріях часто стає складним, так як мурахи можуть проривати ходи подалі від скла, закривати скло ґрунтом.
- Скляні формікарії[6]. У таких формікаріях стінки ходів і камер зроблені зі скла. Найчастіше такий формікарій є комплексом ємностей з наповнювачем або без, з'єднаних між собою. Найпростіший варіант - це комплекс з безлічі пробірок, з'єднаних трубками.
- Акрилові формікарії[7]. У акрилових формікаріях стінки ходів і камери виконані з акрилу (часто монолітного шматка).
- Гелеві формікарії. Гелеві формікарії нагадують ґрунтові, однак заповнені не ґрунтом, а спеціальним гелем, у якому мурахи можуть прогризати ходи. При цьому сам гель служить мурашкам і їжею і притулком. На відміну від попередніх типів формікаріїв, тривале існування сім'ї мурах у гелевих неможливо, так як мурашки не можуть повноцінно харчуватися одним гелем, а додатковий корм в гелевому формікарії буде псуватися. З досвіду власників подібних конструкцій — мурахи живуть в гелі всього кілька місяців, а потім гинуть.[8]
- Гумові та інші формікарії — формікарії, зроблені з різних полімерних речовин. У ряді випадків ці речовини можуть виявитися токсичними і приводити до загибелі цілих сімей мурах.
- Комбіновані формікарії — формікарії, що поєднують в собі різні конструкційні особливості.
- Модульні формікарії - така мурашина ферма [Архівовано 14 серпня 2021 у Wayback Machine.] дозволить безпечно розширювати житловий простір для мурах за допомогою додаткових модулів з використанням заглушок і / або будь-яких інших з'єднувальних систем.[9]

Арена може знаходитись в одній ємності з штучним гніздом, а може перебувати окремо та поєднуватися трубкою для переміщення мурах.

## Переваги і недоліки формікарія

### Переваги
- Довговічність. Мурашина матка, в залежності від виду, може жити до 20 років, постійно даючи потомство.[10]
- Компактність. Розміри формікарія дозволяють помістити його практично на будь-яких горизонтальних поверхнях, таких як письмовий стіл, або маленька тумба.
- Автономність. На відміну від інших домашніх тварин, за мурахами майже не потрібно доглядати. Вони самі виносять сміття в одне місце, а без їжі можуть жити навіть пару місяців.[11]
- Безпека. Види мурах які розводять в формікаріях практично повністю безпечні для людини.[12]
- Економічність. Догляд за формікарієм і мурахами обходиться значно дешевше, ніж інших домашніх тварин.

### Недоліки
- Розмір мурах. Через маленький розмір за мурахами складніше спостерігати, ніж за більшими тваринами.
- Неконтактність. Виключається прямий тактильний контакт з мурахами через ризик травми для комах.
- Вразливість. Формікарій потребує сприятливі умови вологості, температури та освітлення.[1]